# The Best of Hristos Dantis
The Best of Hristos Dantis är en skiva av den grekiska artisten Christos Dantis. Albumet gavs ut år 2002.

## Låtlista
1. Paei E Agapi Mou
2. Kapios S'agapai
3. Kammia Fora
4. Kommatia
5. Trello Ke Agapisiariko
6. To Domatio
7. Stamatiste Na Katevo
8. Ego Ki O Xronos
9. Psaxe Me
10. Tha Spaso Koupes
11. Ti Zoi Mou Kaio
12. Paei Keros
13. Len
14. Skase
15. To Palio Mou Palto
16. Kiries Ke Kirioi
17. Zo
18. Aman
19. Kegete Tou Kosmou O Ouranos
20. 24.000 Baci